# Staudt Csengeli Mihály
Staudt Csengeli Mihály (Komárom, 1907. április 18. – Pozsony, 1970. március 3.) festő, restaurátor.

## Élete
Pályafutását mint műbútorasztalos kezdte. Autodidakta módon, illetve Harmos Károlynál és Gwerk Ödönnél tanult. 1926-tól állított ki Komáromban, Pozsonyban, Selmecbányán, Zólyomban. Első pozsonyi kiállítása után 1934-ben a Csehszlovákiai Magyar Tudományos, Irodalmi és Művészeti Társaság ösztöndíjával Párizsba, majd Budapestre utazott. 1938 után Szlovákián maradt, Pozsonyban és Menyhén élt. 1945-től Pozsonyban telepedett le.
1948-tól kizárólag képzőművészettel foglalkozott, mint restaurátor és festőművész. 1954-ben restaurátori képesítést szerzett Prágában. 1960-1964 között a GMB restaurátora. Főleg pasztellel dolgozott.
Több tanulmányutat is tett, például Észak-Afrikában, Libanonban és Törökországban. Művei Komáromban és Pozsonyban találhatóak.